# 기욤 아폴리네르
기욤 아폴리네르(프랑스어: Guillaume Apollinaire, 1880년 8월 26일 ~ 1918년 11월 9일)로 알려진 빌헬름 알베르트 브워지미에시 알렉산데르 아폴리나리 코스트로비츠키(폴란드어: Wilhelm Albert Włodzimierz Aleksander Apolinary Kostrowicki)는 프랑스의 시인, 작가, 비평가이자 예술 이론가이다.
그는 캘리그램이라는 용어를 처음 사용한 인물로 알려져 있다. 그는 작품을 쓰면서 주제에 맞도록 문장을 도형화했는데, 이는 글꼴, 문장의 모양이나 행간(줄간격)으로 시각디자인의 의미를 전달하는 타이포그래피의 한 예로 설명되고 있다. 어머니 안겔리카 코스트로비츠카는 지금은 벨라루스 땅인 나바흐루다크 근교에서 태어난 폴란드 귀족이었다. 아버지는 알려져 있지 않다. 종교는 장로회이다.
파리에 나와서 막스 자코브 등과 더불어 전위시인(前衛詩人)으로 활약하는 한편, 앙리 루소와 포비즘 회화를 통하여 미술에 접근하여 전위미술운동을 문필로써 추진하여 큰 공헌을 하였다. 특히 큐비즘의 발전은 그의 주장과 평가의 도움이 컸고 피카소와 브라크도 그의 열성적인 격려와 지지를 받고 있다. '큐비즘을 종래의 그림과 엄격하게 구별하는 것은 그것이 모방의 예술이 아니고 창조에까지 도달하고자 하는 예술이다'라고 재빨리 예견한 사람도 그였다. 또 들로네가 추구하는 큐비즘의 한 분파를 시인하여 이것에 오르피즘이라는 명칭을 부여하였던 것이다.
1912년 이후 그는 미래파(未來派)의 추구에 공감하여 여기에 접근하였으나 얼마 되지 않아 이 그룹과 갈라지고 키리코의 환상적인 형이상회화(形而上繪畵)에로 관심을 바꾸었고 이는 뒤의 쉬르레알리즘의 길을 열어주었다. 1951년 그의 공적을 기념하기 위하여 파리의 상 제르맹 데프레 사원(寺院) 근처에 그의 필명을 딴 '아폴리네르 거리'가 생겼다. 시집에 <알코올>(1913), <칼리그람>(1918)이 있고 평론집에 <큐비즘 화가들>(1913) 등이 있다.